# Adrian Stanilewicz
Adrian Stanilewicz (ur. 22 lutego 2000 w Solingen) – niemiecko-polski piłkarz, grający na pozycji pomocnika w  SC Fortuna Köln.